# Сомеро
Со́меро (фин. Somero) — город в провинции Варсинайс-Суоми.
Численность населения составляет 9340 человек (2010). Город занимает площадь 697,69 км², из которых водная поверхность занимает 29,78 км². Плотность населения — 13,98 чел/км².

## Известные уроженцы и жители
- Карита Маттила (р. 1960) — финская оперная певица (сопрано)